# Урибе Ольгин, Гильермо
Гилье́рмо Ури́бе Ольги́н (исп. Guillermo Uribe Holguín; 17 марта 1880, Богота, Колумбия — 26 июня 1971, там же) — колумбийский композитор, скрипач, дирижёр, музыковед и педагог.

## Биография
Начал обучение в Национальной музыкальной академии в Боготе по классу скрипки у Рикардо Фигероа, а в 1907—1910 годах изучал композицию в Schola Cantorum в Париже у Венсана д’Энди и совершенствовался игре на скрипке в Брюссельской консерватории у Сезара Томпсона. В 1910 году основывает Национальную консерваторию в Боготе, чьим директором был в 1910—1970 годах (с перерывом в 1935—1942). Также он основатель Общества симфонических концертов при Консерватории; в 1910—1935 годах — её дирижёр. В Париже он познакомился с пианисткой Лусией Гутьеррес. Они поженились в 1910 году. Она умерла в 1925 году. 
В своих произведениях использовал национальные темы, сюжеты и музыкальный фольклор. Писал культовую музыку, хоры, романсы, песни, а также музыку к спектаклям (в частности, к трагедии «Прометей» Эсхила). Большая часть сочинений не издана. В 1941 году написал автобиографию «Жизнь колумбийского музыканта» (Vida de un musico colombiano).

## Сочинения
- опера «Фуратена» / Furatena (на индейский сюжет, 1943)
- «Те Deum» (1920)
- «Реквием» / Requiem (1926)
- кантата «В честь Боливара» / Homenaje a Bolívar
- симфония № 1 (1914, новая редакция 1947)
- симфония № 2 (1924)
- симфония № 3 (1929)
- симфония № 4 (1955)
- симфония № 5 (1956)
- симфония № 6 (1957)
- симфония № 7 (1957)
- симфония № 8 (1957, новая редакция 1958)
- симфония № 9 (1959)
- симфония № 10 (1960)
- симфония № 11 (1961)
- 5 симфонических поэм:

1. «Под её окном» / Bajo su ventana (1930)
2. «Бочика» / Bochica (на индейский сюжет, 1939)
3. «Конкистадоры» / Conquistadores (1959)

- «Три танца» / Tres Danzas (1926)
- «Серенада» / Serenata (1928)
- «Карнавалеска» / Carnavalesca (1929)
- «Три креольских балетных танца» / Tres ballets criollos (1946)
- «Concerto grosso» для струнного оркестра (1958)
- концерт в старинном стиле для фортепиано с оркестром / Concierto a la manera antigua (1939)
- концерт для клавесина с оркестром
- 2 концерта для скрипки с оркестром
- концерт для альта с оркестром
- «Сельская симфониетта» для фортепиано и малого оркестра / Sinfonieta campesina (1948)
- 7 сонат для скрипки и фортепиано
- 2 сюиты для скрипки и фортепиано (1920, 1937)
- соната для альта и фортепиано (1927)
- соната для виолончели и фортепиано (1939)
- 2 фортепиано трио
- 10 струнных квартетов (19201966)
- 2 фортепианных квинтета
- дивертисмент для флейты, трубы, арфы и струнного квартета (1953)
- сюита для флейты, трубы, арфы, скрипки и виолончели
- «Маленькая сюита» для флейты, скрипки и альта
- токката для флейты, кларнета, фагота, 2 труб и фортепиано
- сонатина для фортепиано (1937)
- Фольклорная фантазия для 2 фортепиано / Fantasia folklуrica (1948)
- 300 пьес в народном характере / 300 Trozos en el sentimiento popular
- прелюдии для фортепиано
- «Маленькая сюита» для гитары
- «Пасхальная жертва» для солистов, хора и оркестра / Victimae Paschali

## Награды
- 1933 — орден Почётного легиона